# Idioma quekchí
El idioma quekchí o kekchí (q'eqchi' o k'ekchi') es una lengua mayense de la rama quicheana hablada por la etnia del mismo nombre en una gran extensión territorial que abarca Belice, el sur de México, los departamentos de Alta Verapaz, Baja Verapaz, Petén, Izabal, Zacapa y Quiché en Guatemala. Es el idioma de la familia de lenguas mayenses con mayor distribución territorial, y el más hablado de toda la familia mayense. 
El idioma quekchí se originó en lo que actualmente corresponde al departamento de Baja Verapaz, puesto que el nombre de Rab'inal, hoy habitado por achíes, es un topónimo quekchí. Hay hablantes en Belice, México, otras partes de Guatemala y más recientemente en El Salvador, producto de históricas migraciones. Es hablado en su mayoría en áreas rurales de estos países.

## Distribución
El idioma actualmente ocupa un área geográficamente considerablemente más extensa que otros idiomas mayenses.
En México se habla principalmente en el estado de Campeche, en las localidades de Quetzal Edzná y Los Laureles del municipio de Campeche, en Maya Tecún II y Santo Domingo Kesté del municipio de Champotón y en el estado de Quintana Roo y Chiapas.
El quekchí abarca las Verapaces, Petén, Izabal y el oriente de Quiché, así como Quintana Roo, Campeche, Tabasco, Copán, la parte sur de Belice, la parte norte de Honduras y en la actualidad existe un gran número de hablantes que vive en Estados Unidos. En Guatemala, es el idioma indígena con mayor porcentaje de hablantes monolingües.

## Variación dialectal
El idioma contiene considerablemente menos variación dialectal que otros idiomas mayenses.
Kaufman 1976:64 nota únicamente dos grupos o zonas dialectales, oriente y occidente: el primer grupo está ubicado en los municipios de Lanquín, Chahal, Cahabón y Senahú, mientras el segundo grupo cubre el área restante.
Es importante mencionar que los Frailes Dominicos en Alta Verapaz se dedicaron a aprender quekchí y a elaborar una forma de escritura, uno de los resultados de la administración de estos fue que los quekchíes tuvieron más libertad de trasladarse de un lugar a otro dentro de Alta Verapaz y, como consecuencia, el idioma no sufrió el proceso de dividirse en muchos dialectos como sucedió en el resto de la colonia.

## Gramática
Para la escritura de los idiomas mayas se utilizan grafías o grafemas basadas en las del idioma español. Los idiomas mayas cuentan con un número mayor de grafemas que el idioma español, así como cada una de ellas representa un sonido distinto, contando para ello una representación gráfica para cada sonido. En el caso particular del idioma quekchí, esto favorece su estudio, práctica y difusión, así como la conservación del mismo.
La forma oral y escrita de la lengua no cumple con las mismas funciones: la lengua hablada satisface las necesidades inmediatas de comunicación, en un espacio físico cercano y la escrita se graba para la posteridad, cada idioma utiliza un alfabeto particular que se adapte, en lo posible, a características propias del idioma y a las comunicaciones sociales del grupo que lo utiliza.
El idioma quekchí  por las características que adquiere por descender de un tronco común, utiliza o comparte sonidos propios de estas lenguas, que están reconocidos legalmente por el Decreto 1946-87 ley que unifica y estandariza los alfabetos de los idiomas mayas, luego el Decreto Legislativo 65-90, ley que crea la Academia de las Lenguas Mayas de Guatemala, y fortalecida con el Decreto 19-2003, ley de Idiomas Nacionales, que reconocen la existencia del alfabeto del idioma quekchí.
El alfabeto está compuesto por 33 letras o grafías, 10 vocales, 22 consonantes y un apóstrofo, distribuidas de la siguiente manera:
a, aa, b’, ch, ch’, e, ee, h, i, ii, j, k, k’, l, m, n, o, oo, p, q, q’, r, s, t, t’, tz, tz’ u, uu, w, x, y, ’ (Apóstrofo).

## Ortografía
Diversos sistemas de escritura se han desarrollado para el idioma, pero solo dos son de uso extendido: SIL y AMLG. [cita requerida]

### Primeras transcripciones
Las primeras transcripciones del quekchí al alfabeto latino se realizaron por frailes católicos romanos en el siglo XVI. Francisco de la Parra ideó letras adicionales para representar las consonantes desconocidas de las lenguas mayas, y estas se utilizaron para escribir el quekchí. Se pueden ver ejemplos escritos con la transcripción de Francisco de la Parra en los documentos del siglo XVIII  de la Colección Lingüística de Berendt-Brinton (Biblioteca de Libros Raros y Manuscritos, Universidad de Pensilvania, Ms. Coll. 700). En el siglo XX, antes de que se desarrollara la ortografía SIL, investigadores de campo idearon transcripciones alternativas al alfabeto latino. Por ejemplo, Robert Burkitt (antropólogo con dominio del quekchí hablado y familiarizado con diversas comunidades quekchíes y variaciones lingüísticas), en su artículo "Notes on Kekchí Language" de 1902, usa una transcripción basada en los estándares americanistas de aquel entonces.

### SIL/IIN
Una ortografía al estilo español fue desarrollada por investigadores de campo del Instituto Lingüístico de Verano (SIL, por sus siglas en inglés), principalmente William Sedat en la década de 1950, y Francis Eachus y Ruth Carlson en la década de 1960. Este alfabeto fue oficializado por el Ministerio de Educación de Guatemala a través del Instituto Indigenista Nacional de Guatemala (IIN).  Aunque ya no es considerada estándar, está ortografía continúa en circulación en gran parte debido a la popularidad de algunos textos, como la traducción de la Biblia protestante realizada por SIL/Wycliffe, así como un libro de trabajo de aprendizaje del idioma ampliamente utilizado llamado "Aprendamos kekchí".[cita requerida]

### ALMG
El Proyecto Lingüístico Francisco Marroquín (PLFM) desarrolló una ortografía alternativa a finales de la década de 1970, que estaba basada en el Alfabeto Fonético Internacional (AFI). Cabe destacar que la ortografía PLFM utilizó el número "7" para escribir la oclusiva glotal, mientras que el apóstrofo se utilizó en dígrafos y trígrafos para escribir oclusivas eyectivas y africadas. El alfabeto fue modificado posteriormente por la Academia de Lenguas Mayas de Guatemala (ALMG), que reemplazó el "7" por el apóstrofo. Como resultado, la ortografía ALMG se convirtió en el estándar para escribir en idioma quekchí, al menos en Guatemala, desde la década de 1990. En la ortografía ALMG, cada grafema (o "letra", incluyendo dígrafos y trígrafos) está destinado a corresponder a un fonema en particular. Estos incluyen el uso de las vocales simples para los sonidos cortos y el de las vocales largas para los sonidos largos, así como el uso de los apóstrofos (o saltillos) para escribir eyectivas y la oclusión glotal.
La siguiente tabla compara cada uno de los grafemas oficiales de la ortografía ALMG con sus contrapartes del AFI.
| ALMG | a | aa | bʼ | ch | chʼ | e | ee | h | i | ii | j | k | kʼ | l | m | n | o | oo | p | q | qʼ | r | s | t | tʼ | tz | tzʼ | u | uu | w | x | y | ʼ |
| AFI  | a | aː | ɓ  | tʃ | tʃʼ | e | eː | h | i | iː | χ | k | kʼ | l | m | n | o | oː | p | q | qʼ | r | s | t | tʼ | ts | tsʼ | u | uː | w | ʃ | j | ʔ |

### Comparación de las dos ortografías más utilizadas
| ALMG                                             | SIL                                               | Traducción                                                 |
| ------------------------------------------------ | ------------------------------------------------- | ---------------------------------------------------------- |
| Maakʼa ta chinkʼul saʼ laa muhebʼal aakiʼchebal. | Maacʼa ta chincʼul saʼ laa muhebal aaquiʼchebaal. | Que nada me pase en tus lugares sombríos y en tus bosques. |
| Yo chi amaqʼink laj Kachil Petén.                | Yo chi amakʼinc laj Cachil Petén.                 | Carlos vive en Petén.                                      |